# 大沢寛三
大沢 寛三（おおさわ ひろみ、1913年 - 2001年12月8日）は、日本の美術史家、翻訳家。

## 略歴
東京生まれ。早稲田大学仏文科卒。朝日新聞記者。女子美術大学講師。
1978年、ひろしま美術館副館長。千葉そごう美術館館長。

## 著書
- 『20世紀の絵画』（近藤出版社） 1978
- 『フランスの城と館』（朝日新聞社） 1979
- 『ひろしま美術館』（広学図書、ひろしま文庫） 1984
- 『日本西洋画事始め パリで学んだ明治の画家たちの異文化接触事情』（PHP研究所、21世紀図書館） 1987
- 『近代フランス絵画展 K氏コレクションによる コロー、マチスからビュッフェまで 展覧会図録』（監修、山形美術館） 1989

## 翻訳
- 『叡智と人生』（ストロウスキイ、第一書房） 1940
- 『アタラ・ルネ』（シャトーブリアン、蒼樹社、世界名作選書） 1947
- 『女の一生』（モーパッサン、蒼樹社、リアリズム文学叢書） 1949
- 『ガルガンチュア / パンタグリュエル物語』（ラブレー再話、小峰書店、少年少女のための世界文学選） 1951
- 『シュールレアリスムの歴史』（モーリス・ナドー、稲田三吉共訳、思潮社） 1966
- 『性 生理から心理まで』（クリスチアーヌ・ベルドゥ他、朝日ソノラマ） 1974
- 『黒ダイヤモンド奪回作戦』（フィリップ・エブリー、朝日ソノラマ、ソノラマグリーン文庫、不可能の征服者シリーズ5） 1975
- 『時をさかのぼる船』（フィリップ・エブリー、朝日ソノラマ、ソノラマグリーン文庫、不可能の征服者シリーズ7） 1975

## 参考
- 「日本西洋画事始め」著者紹介